# التهاب الدرقية بالجس
يشير التهاب الدرقية بالجس (بالإنجليزية: Palpation thyroiditis)‏ إلى تطور التهاب الغدة الدرقية بسبب الأذية الميكانيكية لجريبات الغدة الدرقية. يمكن أن يحدث هذا من خلال الجس المتكرر القوي (كما هو الحال عند فحص الغدة الدرقية) أو التداخل الجراحي (كما يمكن أن يحدث عند تسليخ الرقبة الجذري). وهو نوع من التهاب الغدة الدرقية تحت الحاد. يظهر التشريح المرضي التهاب جريبات متعدد البؤر حبيبي، إذ تسيطر الخلايا التائية مقارنة بالخلايا البائية. قد يكون هناك فرط نشاط الغدة الدرقية أولي عابر بسبب دخول هرمونات الغدة الدرقية الدم.